# Листяні ліси Східної Анатолії
Листяні ліси Східної Анатолії (ідентифікатор WWF: PA0420) — палеарктичний екорегіон помірних широколистяних та мішаних лісів, розташований в Туреччині, на півострові Анатолія. 

## Географія
Екорегіон листяних лісів Східної Анатолії розташований у східній частині Анатолійського плоскогір'я. Основними географічними одиницями, які складають цей регіон, є верхів'я річки Євфрат, гори Антитавру та західна частина Східно-Понтійських гір. Гори Тахтали окреслюють західний кордон екорегіону, а дуга Антитавру між річками Євфрат і Тигр визначає його південний кордон. Східні та північні межі екорегіону менш виражені, оскільки гірські ландшафти східної Анатолії продовжується за межами регіону. 
Біогеографічні межі між екорегіоном листяних лісів Східної Анатолії, екорегіоном хвойних та листяних лісів Північної Анатолії на північ від нього та екорегіоном Східноанатолійського гірського степу на схід від нього визначає клімат: на півночі в Понтійських горах відчувається вплив вологого і теплого морського клімату чорноморського узбережжя, а на більш високому Вірменському нагір'ї на сході клімат холодніший і більш континентальний. На заході листяні ліси Східної Анатолії переходять у рідколісся та степи Центральної Анатолії. Біогеографічною межею між ними слугує анатолійська діагональ, яка визначає крайню східну межу поширення багатьох центральноанатолійських видів та крайню західну межу поширення багатьох східноанатолійських видів.
Найвищі гірські вершини екорегіону розташовані в горах Антитавру. Ними є гора Нурхак висотою 2548 м, гора Малатья висотою 2583 м та гора Мунзур висотою 3462 м. Між Антитавром і горами Мунзур розташоване плоскогір'я Верхнього Євфрату, висота якого становить від 800 до 1500 м над рівнем моря. Найважливішими річками екорегіону є Джейхан, Тигр і Євфрат. Верхів'я цих трьох річок розташовані саме тут. Також в екорегіоні розташовані озера Хазар та Немрут, а на великих річках за допомогою гребель було створено низку водосховищ.

## Клімат
В екорегіоні переважає континентальний клімат, якому притаманні сильні зимові морози та снігопади. Річна кількість опадів коливається від 600 до 1000 мм.

## Флора
Основними рослинними угрупованнями екорегіону є ліси та рідколісся, які перемежовуються ділянками степу та чагарників. В горах Антитавру можна знайти деякі середземноморські елементи, однак в глибині Анатолійського плоскогір'я курдо-загрозька степова лісова рослинність стає все більш домінуючою. 
В лісостепах екорегіону переважають листопадні породи дубів, зокрема дуби Бранта (Quercus brantii), ліванські дуби (Q. libani), алепські дуби (Quercus infectoria ssp. boissieri) та грецькі дуби (Q. ithaburensis ssp. macrolepis). Оскільки регіон характеризується сухим континентальним кліматом, ці ліси стійкі до низьких температур і нестачі води, тому вважаються сухими або склерофітними. Також в регіоні зустрічаються ліси звичайного дуба (Quercus robur subsp. pedunculiflora) та гірські ліси звичайної сосни (Pinus sylvestris). В долинах переважають ліси східного платана (Platanus orientalis). У вологих анклавах зустрічаються реліктові евксинські ліси, де ростуть їстівні каштани (Castenea sativa), різні види клена (Acer spp.) і вільхи (Alder spp.) та чагарники кавказької жимолості (Lonicera caucasica). Ці ліси характеризуються відкритим лісовим наметом і добре розвиненим трав'яним підліском, що є результатом експлуатації людиною.
Інші рослинні угруповання включають чагарники звичайної шипшини (Rosa canina) і найколючішої шипшини (Rosa pimpinellifolia), а також невисокі рідколісся, де росте карликовий підвид звичайного яловця (Juniperus communis ssp. nana) та берізка Кальвера (Convolvulus calvertii).
Серед лісів і рідколісь зустрічаються ділянки степу, а на місці деградованих або знищених лісів утворився антропогенний степ. В степових долинах переважає запашний полин (Artemisia fragrans). На галявинах дібров основу степу складають трави та невисокі чагарники, зокрема різні види астрагала (Astragalus spp.) та чебреця (Thymus spp.), Gundelia tournefortii, Noaea mucronata та Salvia cryptantha. З кількох видів астрагалів, що ростуть в такому степу, отримують трагакант — різновид природної камеді, через що сам степ назвивається трагакантовим. На високогірних степах ростуть трав'янисті рослини, такі як Achillea vermicularis, Ajuga chia, Helianthemum nummularium, Malcolmia africana та Marrubium parviflorum.
Екорегіон вирізняється значним флористичним біорізноманіттям. В його межах росте близько 3200 видів судинних рослин, з яких 725 видів є ендеміками Туреччини, 82 види — ендеміками гір Антитавру, а 165 видів — ендеміками верхів'я Євфрату.

## Фауна
Гори Антитавру та плоскогір'я Верхнього Євфрату, тобто території, що складають цей регіон, вирізняються високим фауністичним біорізноманіттям. Воно бере свій початок з часів останнього льодовикового періоду, коли тварини з півночі мігрували на південь у пошуках теплішого клімату. Серед ссавців регіону слід навести сирійського бурого ведмедя (Ursus arctos syriacus), азійського вовка (Canis lupus pallipes), євразійську рись (Lynx lynx), звичайну лисицю (Vulpes vulpes), анатолійську козицю (Rupicapra rupicapra asiatica), звичайного козла (Capra aegagrus), дику свиню (Sus scrofa) та річкову видру (Lutra lutra). Серед птахів характерними для регіону є кремовогорлі кеклики (Alectoris chukar) та сірі куріпки (Perdix perdix).

## Збереження
Природоохоронні території екорегіону включають Національний парк долини Мунзур, Національний парк гори Немрут та Національний парк Шейтан-Дагарли.